# Technokapłani
Technokapłani (tytuł oryg.: Les Technopères) – francuska seria komiksowa z gatunku science fiction, której autorami są Alejandro Jodorowsky (scenariusz) i Zoran Janjetov (rysunki), opublikowana przez wydawnictwo Les Humanoïdes Associés w latach 1998–2006. Po polsku ukazała się nakładem wydawnictw Egmont Polska i Scream Comics. Seria powiązana jest z innymi seriami komiksowymi autorstwa Jodorowsky’ego: Incal, Kasta Metabaronów, Castaka i Metabaron. 

## Fabuła
Przywódca Technokapłanów, Albino jest jednym z trojga dzieci kapłanki Penephey. Wszystkie były owocami gwałtu, jakiego dokonali na niej kosmiczni piraci. Od tamtego czasu Penephea pragnie tylko zemsty, zamieniając jednocześnie życie swoich dzieci w piekło. Albinowi udaje się uciec z rodzinnego domu i wstąpić do szkoły dla Technokapłanów, zajmujących się tworzeniem i kształtowaniem wirtualnych światów. Okazuje się, że Albin jest geniuszem, którego moc może sprawić, że twory i postacie z wirtualnej rzeczywistości przyjmą materialny kształt. Jednak nie ułatwia mu to życia, lecz wpędza w kłopoty.

## Tomy
| Tom | Tytuł i rok wydania polskiego    | Uwagi                                     |                                                                              |
| --- | -------------------------------- | ----------------------------------------- | ---------------------------------------------------------------------------- |
| 1   | Technoprzedszkoła (2002)         | La Pré-école Techno (1998)                |                                                                              |
| 2   | Szkoła penitencjarna (2003)      | L'Ange bossu (2002)                       |                                                                              |
| 3   | Planeta Gier (2003)              | Planeta Games (2000)                      |                                                                              |
| 4   | Halkattraz, gwiazda katów (2004) | Halkattraz, l’étoile des Bourreaux (2002) |                                                                              |
| 5   | Sekta Technobiskupów (2005)      | La secte des Techno-évêques (2003)        |                                                                              |
| 6   | Tajemnice Technowatykanu (2006)  | Les secrets du Techno-Vatican (2004)      | W pierwszym polskim wydaniu tomy 6–8 ukazały się w jednym albumie zbiorczym. |
| 7   | Gra doskonała (2006)             | Le Jeu parfait (2005)                     | W pierwszym polskim wydaniu tomy 6–8 ukazały się w jednym albumie zbiorczym. |
| 8   | Galaktyka Obiecana (2006)        | La Galaxie Promise (2006)                 | W pierwszym polskim wydaniu tomy 6–8 ukazały się w jednym albumie zbiorczym. |